# فرناندو ایگراس
فرناندو ایگراس (انگلیسی: Fernando Higueras؛ زاده ۲۶ نوامبر ۱۹۳۰ – درگذشته ۳۰ ژانویهٔ ۲۰۰۸) یک معمار اهل اسپانیا بود.